# 仙境傳說網頁版
《Ro仙境傳說Web》是改編自《仙境傳說online》的網頁遊戲。由台灣方GRAVITY&唯晶數位娛樂取得上海駿夢授權。帶給玩家重溫仙境傳說的遊戲內容。

## 職業
劍士，弓箭手，服事，法師，盜賊，商人，忍者

## 外部連結
- G妹代理官方網站（页面存档备份，存于）
- 韓商格雷維蒂仙境傳說官網（页面存档备份，存于）
- 韓商格雷維蒂仙境傳說FB（页面存档备份，存于）